# St. Johannes Baptist (Bruck)

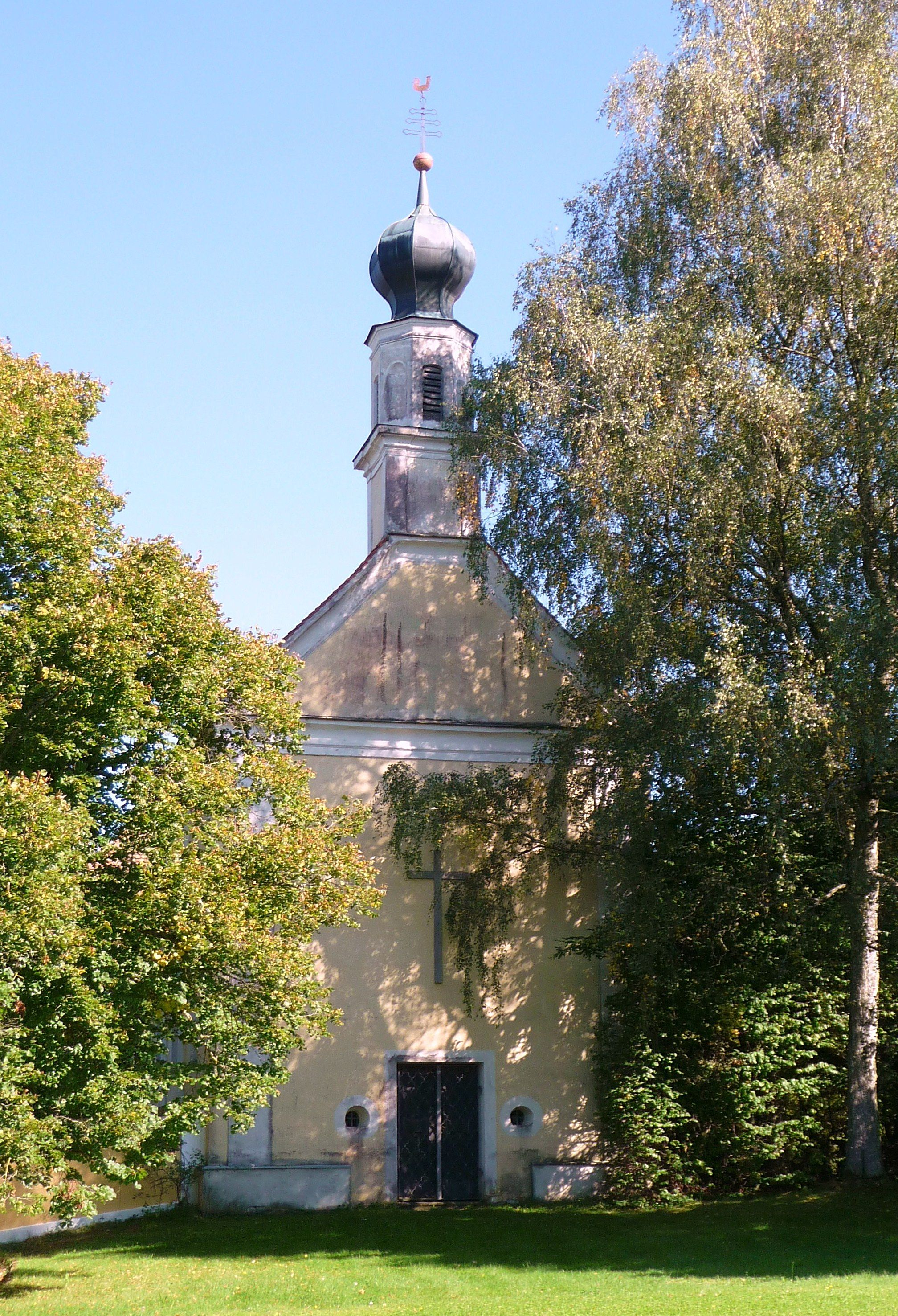
St. Johannes Baptist in Bruck

Die römisch-katholische Filialkirche St. Johannes Baptist steht in Bruck, einem Gemeindeteil von Schönau im niederbayerischen Landkreis Rottal-Inn. Sie ist in der Liste der Baudenkmäler in Schönau (Rottal) unter der Nummer D-2-77-144-17 eingetragen. Die Kirche gehört zum Dekanat Pfarrkirchen im Bistum Passau.

## Beschreibung
Die spätbarocke Saalkirche wurde 1776 als Kapelle einer Pfarrhufe erbaut. Sie besteht aus dem Langhaus und dem eingezogenen, halbrund geschlossenen Chor im Osten. Das Portal befindet sich in der Fassade im Westen. Über dem Giebel erhebt sich ein quadratischer Dachreiter mit achteckigem Obergeschoss. Darauf sitzt eine eingeschnürte Zwiebelhaube.
Der Innenraum ist mit einem Stichkappengewölbe überspannt, das auf Pilastern an den Wänden aufliegt.